# Marszałkowie województw w Polsce X kadencji (2024–2029)
Marszałkowie województw w Polsce X kadencji – marszałkowie województw w Polsce wybrani na X kadencję sejmików województwa ze związkiem przeprowadzenia wyborów samorządowych z dnia 7 kwietnia 2024 roku.

## Lista marszałków województw
| Lp. | Marszałek           | województwo         | partia                     | źródło |
| --- | ------------------- | ------------------- | -------------------------- | ------ |
| 1.  | Paweł Gancarz       | dolnośląskie        | Polskie Stronnictwo Ludowe | [ 1 ]  |
| 2.  | Piotr Całbecki      | kujawsko-pomorskie  | Platforma Obywatelska      | [ 2 ]  |
| 3.  | Jarosław Stawiarski | lubelskie           | Prawo i Sprawiedliwość     | [ 3 ]  |
| 4.  | Marcin Jabłoński    | lubuskie            | Platforma Obywatelska      | [ 4 ]  |
| 5.  | Joanna Skrzydlewska | łódzkie             | Platforma Obywatelska      | [ 5 ]  |
| 6.  | Łukasz Smółka       | małopolskie         | Prawo i Sprawiedliwość     | [ 6 ]  |
| 7.  | Adam Struzik        | mazowieckie         | Polskie Stronnictwo Ludowe | [ 7 ]  |
| 8.  | Szymon Ogłaza       | opolskie            | Platforma Obywatelska      | [ 8 ]  |
| 9.  | Władysław Ortyl     | podkarpackie        | Prawo i Sprawiedliwość     | [ 9 ]  |
| 10. | Łukasz Prokorym     | podlaskie           | Platforma Obywatelska      | [ 10 ] |
| 11. | Mieczysław Struk    | pomorskie           | Platforma Obywatelska      | [ 11 ] |
| 12. | Wojciech Saługa     | śląskie             | Platforma Obywatelska      | [ 12 ] |
| 13. | Renata Janik        | świętokrzyskie      | Stowarzyszenie OdNowa RP   | [ 13 ] |
| 14. | Marcin Kuchciński   | warmińsko-mazurskie | Platforma Obywatelska      | [ 14 ] |
| 15. | Marek Woźniak       | wielkopolskie       | Platforma Obywatelska      | [ 15 ] |
| 16. | Olgierd Geblewicz   | zachodniopomorskie  | Platforma Obywatelska      | [ 16 ] |